# Квебрахо

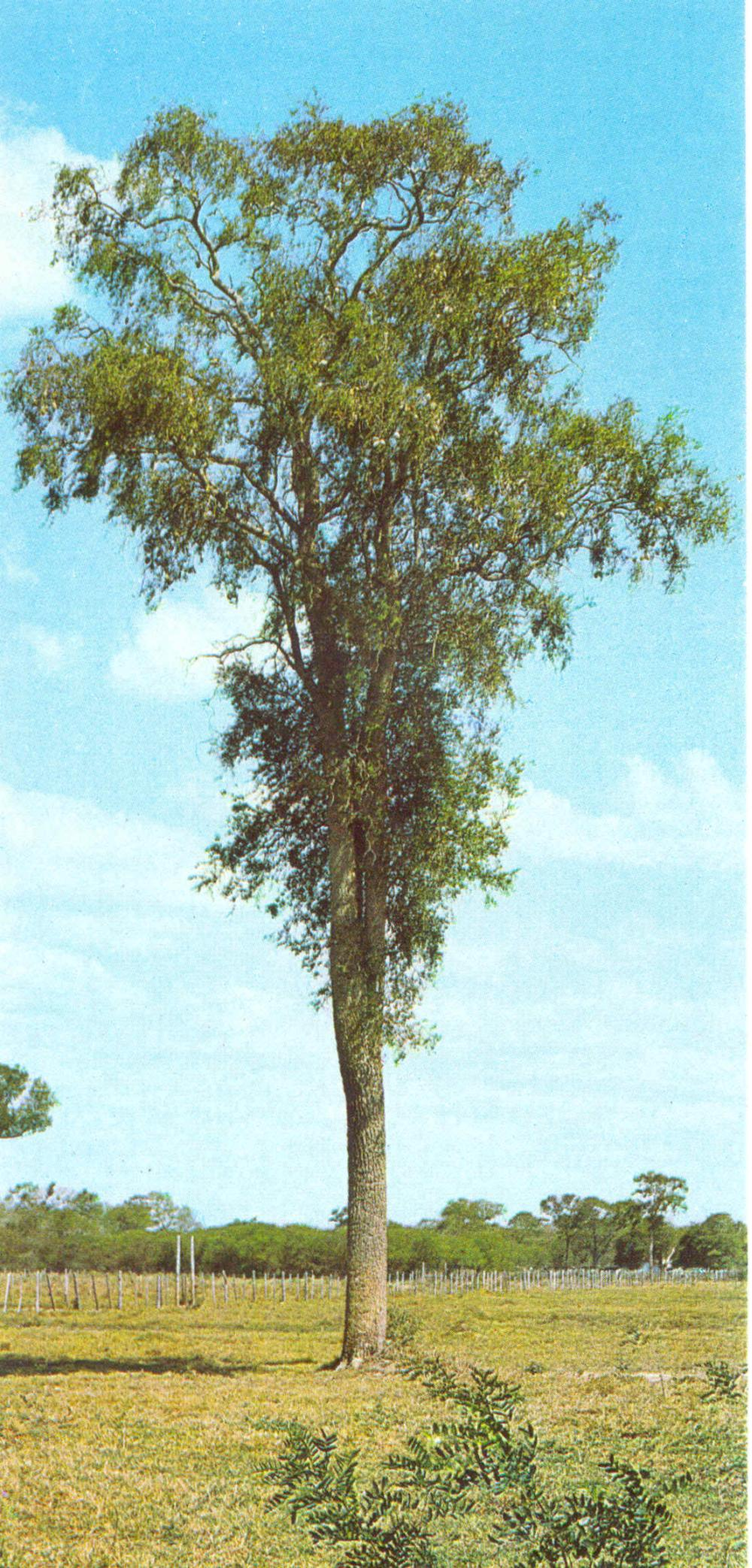
Дерево Aspidosperma quebracho-blanco, кору которого используют в лекарственных целях.

Квебрахо, или кебрачо (исп. quebracho), — собирательное название трёх субтропических видов деревьев из Южной Америки, их древесины и коры.
Слово «квебрахо» происходит от исп. quiebra-hacha — «ломать топор» — и объясняется высокой твёрдостью древесины этих деревьев.

## Растения квебрахо
Два вида растений, называемых «квебрахо» (так называемое красное квебрахо — исп. quebracho colorado) относятся к роду Схинопсис семейства Сумаховые порядка Сапиндоцветные: Schinopsis balansae и Schinopsis quebracho-colorado [syn.  Schinopsis lorentzii]. Они растут на севере Аргентины, на юге Бразилии, в Парагвае и Боливии. Древесина этих деревьев очень твёрдая и тяжёлая, имеет тёмно-красный, иногда почти чёрный цвет; её плотность — больше плотности воды (может достигать 1200 кг/м³); содержание в ней таннина — до 30 %.
Третий вид растений (так называемое белое квебрахо — исп. quebracho blanco), принадлежит семейству Кутровые (Apocynaceae) порядка Горечавкоцветные. Это Aspidosperma quebracho-blanco [syn.  Macaglia quebracho-blanco] — дерево, растущее на севере Аргентины и в Бразилии. Его древесина имеет светло-жёлтый цвет и весьма высокую плотность (850 кг/м³).

## Использование квебрахо
Дубильные свойства экстрактов квебрахо были открыты в 1867 году французским кожевником Эмилио Пуазье, жившим в Аргентине. К 1895 году экстракты квебрахо были экспортированы в Европу и стали основным источником растительных танинов в мире. 
Древесина и кора всех трёх видов — ценное сырьё для получения дубильного экстракта («экстракт квебрахо») с содержанием таннина до 63 %, используемого в промышленности и в медицине.
Также находит применение в медицине кора дерева Aspidosperma quebracho-blanco (аптечное наименование — кора квебрахо, лат. Quebracho cortex). Её лечебные свойства определяются тем, что в ней в значительном количестве содержатся аспидоспермин, аспидосперматин, квебрахин и другие алкалоиды, а также 20—25 % таннинов. Из неё готовят водные и спиртовые настои, которые используют против кашля, удушья, лихорадки, при лечении бронхиальной астмы, при болезнях печени, сердца, кровообращения. Используется кора квебрахо также и в псевдонаучном лечении — гомеопатии.
Древесина белого квебрахо широко используется в строительстве, а также для изготовления мебели, различных деталей и предметов (например, шахматных фигур, рукояток, кастетов).
Из квебрахо и альгарробо, получаемого от рожкового дерева (Ceratonia siliqua), создавал свои скульптуры мордовский скульптор Степан Эрьзя.